# Unchain Utopia
Unchain Utopia è un singolo del gruppo musicale olandese Epica, pubblicato il 4 aprile 2014 come secondo estratto dal sesto album in studio The Quantum Enigma.

## Pubblicazione
Il singolo è stato reso disponibile unicamente per il download digitale a partire dal 4 aprile 2014. Nel 2015 un 7" contenente una versione dal vivo del brano registrata all'Ancienne Belgique di Bruxelles è stata inclusa nel pacchetto dei biglietti VIP per i concerti del 2015 in Europa e Nord America. Dal 21 aprile 2017, il disco è stato messo in vendita separatamente e tutti i ricavati verranno devoluti alla Nordoff-Robbins Music Therapy Foundation, alla National Society for the Prevention of Cruelty to Children e alla Teenage Cancer Trust.

## Video musicale
Per il brano era previsto inizialmente un videoclip animato, ma gli Epica, non soddisfatti del risultato finale, hanno scelto di riutilizzarne alcune scene per creare un lyric video, reso disponibile per la visione a partire dal 23 maggio 2014.
Il 28 ottobre 2015 il gruppo ha pubblicato un video dal vivo del brano, filmato da Jens De Vos.

## Tracce
Testi di Simone Simons, musiche di Isaac Delahaye e degli Epica.
1. Unchain Utopia – 4:47

## Versione diOmega Alive
L'8 settembre 2021 è stata pubblicata una versione dal vivo del brano come primo singolo dal terzo album dal vivo Omega Alive.

### Tracce
Testi di Simone Simons, musiche di Isaac Delahaye e degli Epica.
1. Unchain Utopia (Omega Alive) – 4:47
2. Unchain Utopia – 4:45